# نبرد بصری (۱۱۴۷)
نبرد بصری (انگلیسی: Battle of Bosra)، نبردی بی‌نتیجه در سال ۱۱۴۷ پیش از جنگ صلیبی دوم است که میان نیروهای صلیبی به رهبری بالدوین سوم و نیروهای دمشق به رهبری معین‌الدین انر و با همراهی و کمک نورالدین زنگی به وقوع پیوست.